# 卵生
卵生，是指在有性生殖中，母體的卵受精後形成為個體的动物，以此种方式进行生育的叫做卵生动物。新個體從母體排放出來後，以卵內的蛋白、蛋黃提供營養，繼續發育待完成。最後，新個體破卵而出。大部分爬行類、两棲類、鳥類、魚類為卵生動物，但部分魚類及爬蟲類則為卵胎生。哺乳類單孔目亦為卵生。

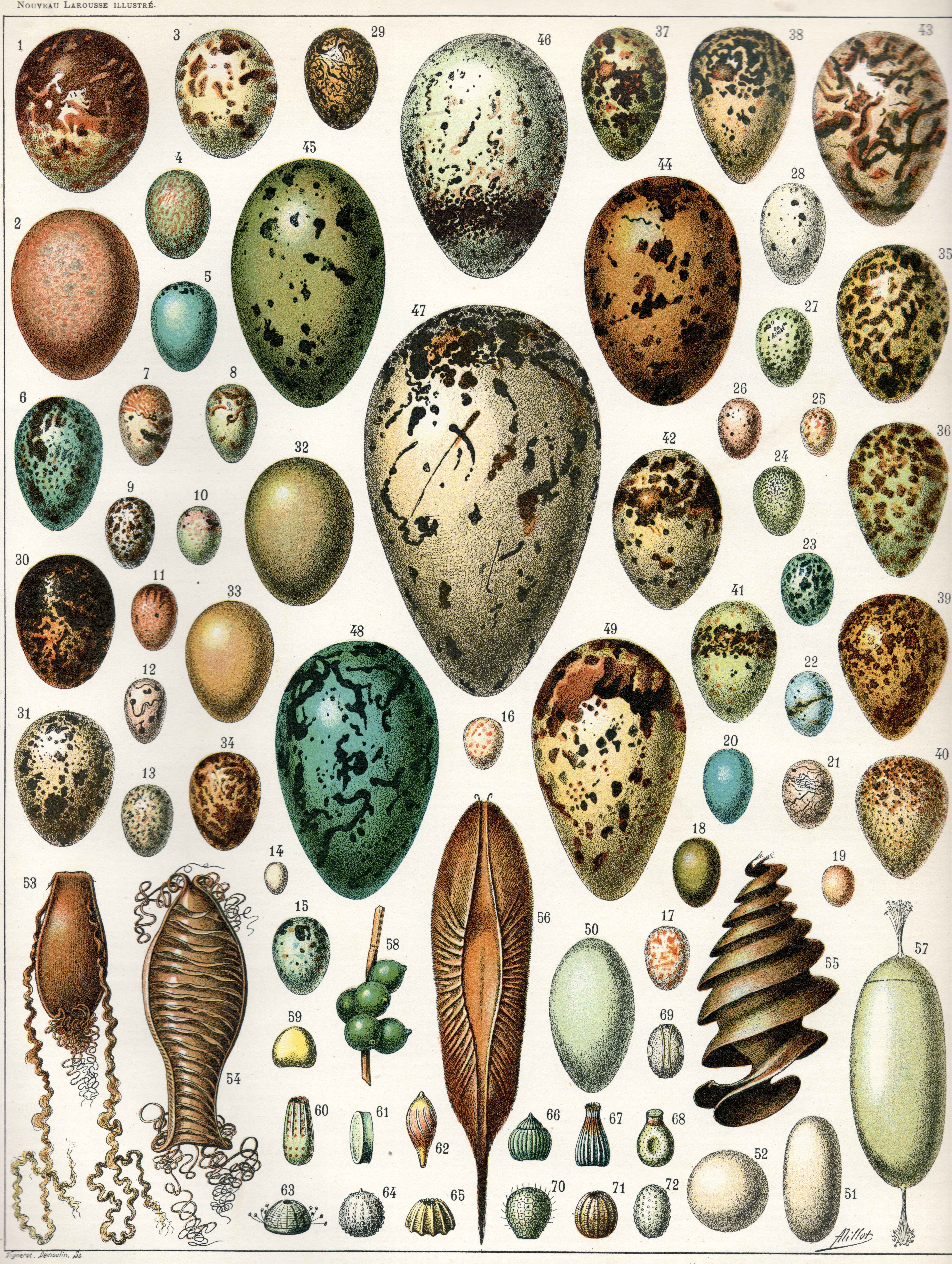

佛經中也提到卵生方式，包含了生物学的卵生和卵胎生。